# Policarpo Bandini
Policarpo Bandini (Siena, 1801 – Badia a Quarto, 7 giugno 1874) è stato un politico italiano.

## Biografia
Figlio di un farmacista, studia scienze naturali e si laurea in farmacia nel 1818. Abile uomo d'affari si occupa di industria e agricoltura. Oltre al negozio paterno gestisce l'estrazione dei minerali nelle cave di Spannocchia, la distillazione di albatre per produrre alcool e la fabbricazione di tessuti di lino in una impresa locale. 
Si interessa da subito alla vita politica ed è uno dei protagonisti del Risorgimento senese, dove fa parte della «Congrega Liberate Senese» presieduta da Celso Marzucchi. Tale impegno gli vale una condanna per attività sovversive che sconta nel carcere di Volterra.
Dopo il 1840, con l'aiuto di Luigi Serristori e di altri cittadini, fonda la Banca Senese. Raggiunta ormai una condizione agiata, si attiva come benefattore e protettore di Opere Pie. Nel 1844, appoggiandosi al finanziere livornese Pietro Bastogi, e con la collaborazione dell'ingegnere Giuseppe Pianigiani, costituisce la Società Anonima della Strada Ferrata Centrale Toscana, che si proponeva di realizzare la ferrovia Siena-Empoli.
Dopo la proclamazione del Regno d'Italia insegna presso l'Università di Siena dal 1861 al 1873 e viene eletto per due volte deputato del partito liberal-governativo.